# Tony Vitale
Anthony Neal Vitale (New York, 24 maggio 1964) è un regista, scenografo e produttore cinematografico statunitense.
Conosciuto con lo pseudonimo di Tony Vitale, è noto soprattutto per il film Baciami Guido.	

## Biografia
Nasce e cresce nel Bronx a New York e studia cinema alla New York University, mentre lavora alla New York Stock Exchange.
Inizia a lavorare nell'industria cinematografica come assistente alle ambientazioni; successivamente lavora in Bronx (A Bronx Tale) diretto da Robert De Niro.
Nel 1996, Vitale scrive e dirige Baciami Guido (Kiss Me, Guido), lungometraggio presentato ufficialmente nel 1997 al Sundance Film Festival e distribuito nello stesso anno dalla Paramount Pictures. Vitale scrive anche il libretto per la versione musical teatrale di Kiss Me, Guido, vincendo per questo il Tony Award, consegnatogli da Jerry Mitchell.
Nel 2000 Very Mean Men, suo secondo film, vince al Seattle International Film Festival il New American Cinema Award. Vitale ha diretto anche One Last Ride - L'ultima corsa (One Last Ride) e ha coprodotto L'ultimo gigolò (Man From Elysian Fields).
Vitale è responsabile della creazione di Some of My Best Friends, una sitcom televisiva trasmessa sulla CBS, ed è co-creatore (con Marc Cherry) e produttore esecutivo di Desperate Housewives.
Nel 2010 esce nelle sale cinematografiche il suo ultimo film: Life's A Beach, con Christopher Walken, Rutger Hauer, Robert Wagner e Morgan Fairchild.
Vitale è impegnato a realizzare l'adattamento cinematografico del libro Master Mechanic.